# Trieste-Opicina
La Trieste-Opicina è stata una competizione automobilistica e motociclistica a carattere agonistico disputata tra il 1911 e il 1971 per essere poi ripresa come rievocazione solo automobilistica dal 1982 ai giorni nostri. Il percorso in salita aveva origine a Trieste per terminare nella frazione di Opicina.

## Storia della gara automobilistica

### Inizio (1911)

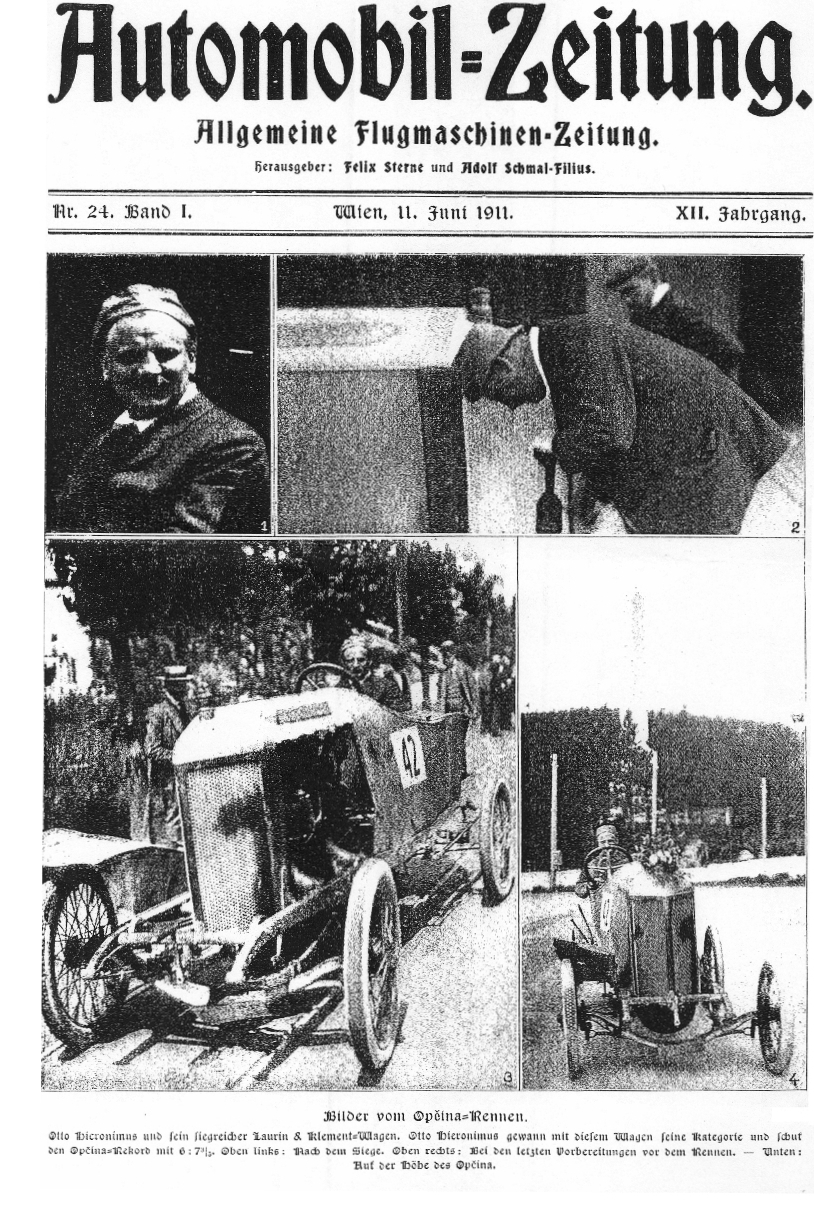
Notizia della gara su Automobil-Zeitung

La manifestazione che prese il via il 4 giugno del 1911 contava 54 iscritti, alcuni su più autovetture, come era prassi in quegli anni. Tra questi spiccavano i più bei nomi dell'aristocrazia e dell'industria triestina e austriaca. La gara era dotata di un ricchissimo montepremi messo a disposizione dal Comune di Trieste, dall'Automobile Club di Vienna (in quegli anni Trieste faceva parte dell'Impero Austro-Ungarico) e da alcuni preziosi premi che erano stati offerti da un gruppo di munifici patrocinatori locali. La corsa era stata scelta come ultima prova, e anche decisiva, per l'assegnazione del "Premio dell' Industria" di 10.000 corone messe in palio dal principe Erich Thurn und Taxis, la classifica era determinata dalla somma dei punteggi ottenuti nelle gare titolate dalle automobili della stessa marca anche in categorie diverse. La gara fu vinta dall'Ing. Otto Hieronimus su Laurin & Klement, divenuta poi Škoda Auto, egli si aggiudico anche il "Premio dell'Industria".

### Sospensione (1912-1925)
Dopo queste prime edizioni la gara non venne organizzata per lo scoppio della prima guerra mondiale e a causa dei problemi che coinvolsero la città di Trieste.

### 1926-1932
In quegli anni spariti quasi completamente i nobili, i protagonisti furono i personaggi del regime, i piloti professionisti e la ricca borghesia triestina. Tra tutti i nomi dei partecipanti spiccano quelli di Gildo Strazza, Achille Varzi e di Tazio Nuvolari, vincitore dell'edizione del 1930, prima vittoria assoluta ottenuta dalla Scuderia Ferrari.

### Seconda sospensione (1932-1938)
La manifestazione non viene programmata per motivi organizzativi.

### 1939
A causa dell'autarchia vigente in quel periodo viene organizzata una gara che vede al via solamente autovetture nazionali con quattro categorie e percorrenza diversificata a seconda della categoria.

### Terza sospensione (1940-1947)
In quegli anni la gara fu sospesa per la seconda guerra mondiale e le tragiche conseguenze della stessa. È da ricordare che in quel periodo Trieste subì i bombardamenti Alleati, la trasformazione in Adriatisches Küstenland sotto gli ordini di un gaulaiter (governatore), l'occupazione jugoslava, la liberazione da parte degli alleati e la successiva trasformazione in Territorio Libero di Trieste.

### 1948-1971

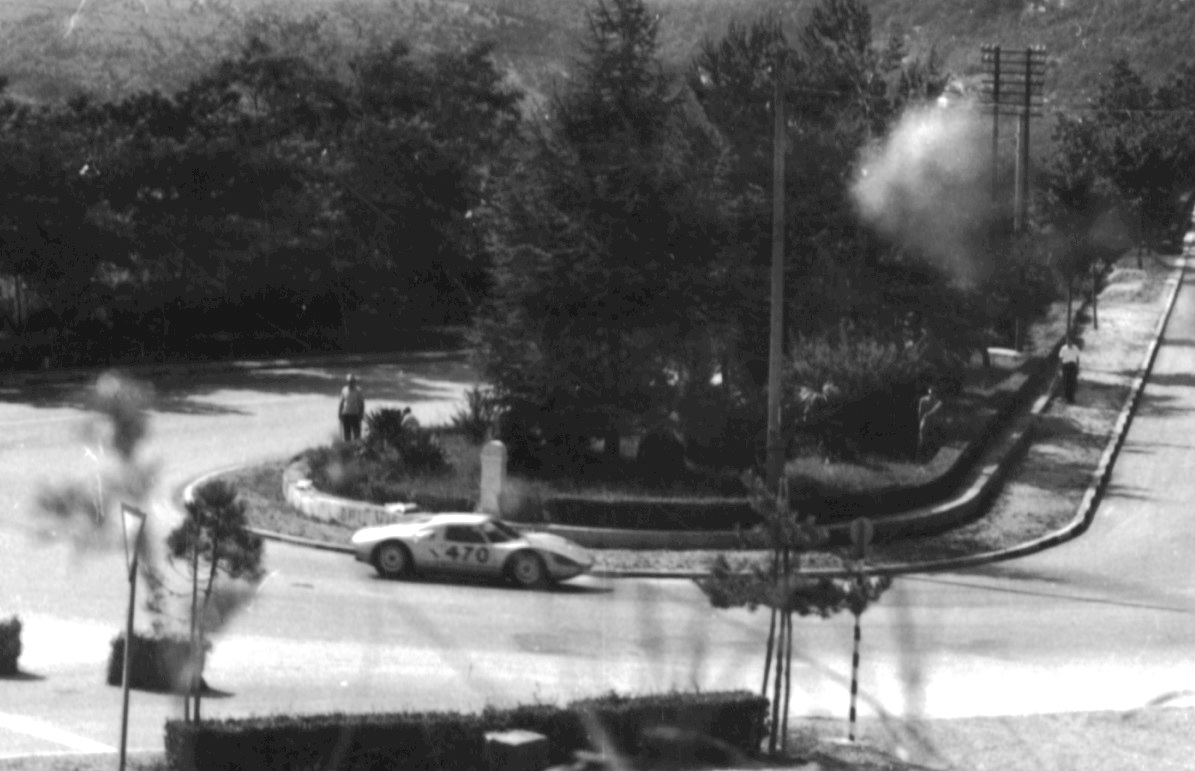
Porsche 904 impegnata nell'edizione del 1965

La Trieste Opicina riprese nel 1948 perché grande era il desiderio dei triestini di tornare ad una vita normale. Nel 1949 la gara fu sostituita da una manifestazione automobilistica detta "Circuito di Trieste", tentativo che non ebbe seguito.
Dal 1950, a parte la sospensione degli anni 1956 e 1968, la gara visse il suo miglior periodo. Ogni anno cresceva il numero di partecipanti italiani ed esteri arrivando nel 1970 a 250 iscritti. Vi parteciparono i grandi specialisti delle cronoscalate (Edoardo Lualdi Gabardi, Noris, Franco Patria, Johannes Ortner, Franco Pilone, Giampiero Moretti "Momo") e piloti che poi primeggiarono in altre categorie (Jochen Rindt futuro campione del mondo in F1, Jonathan Williams, vittima di un incendio in prova, che divenne poi pilota ufficiale Ferrari) ed uno stuolo di protagonisti dello sport automobilistico e non solo (Dmitri Nabokov cantante lirico e figlio dell'autore di Lolita, il futuro cronista Mario Poltronieri, Elio Zagato, Andrea De Adamich che ebbe anche un incidente con una Giulia TI Super, Cesare Fiorio)

### Soppressione
Sull'onda dell'emozione del grave incidente che ebbe per protagonista il pilota austriaco Herbert Jerich, al volante di una Ford Escort TC, incidente in cui fu gravemente ferito, e anche delle sempre maggiori difficoltà di organizzazione, per i motivi legati alla sicurezza, la gara fu definitivamente soppressa.

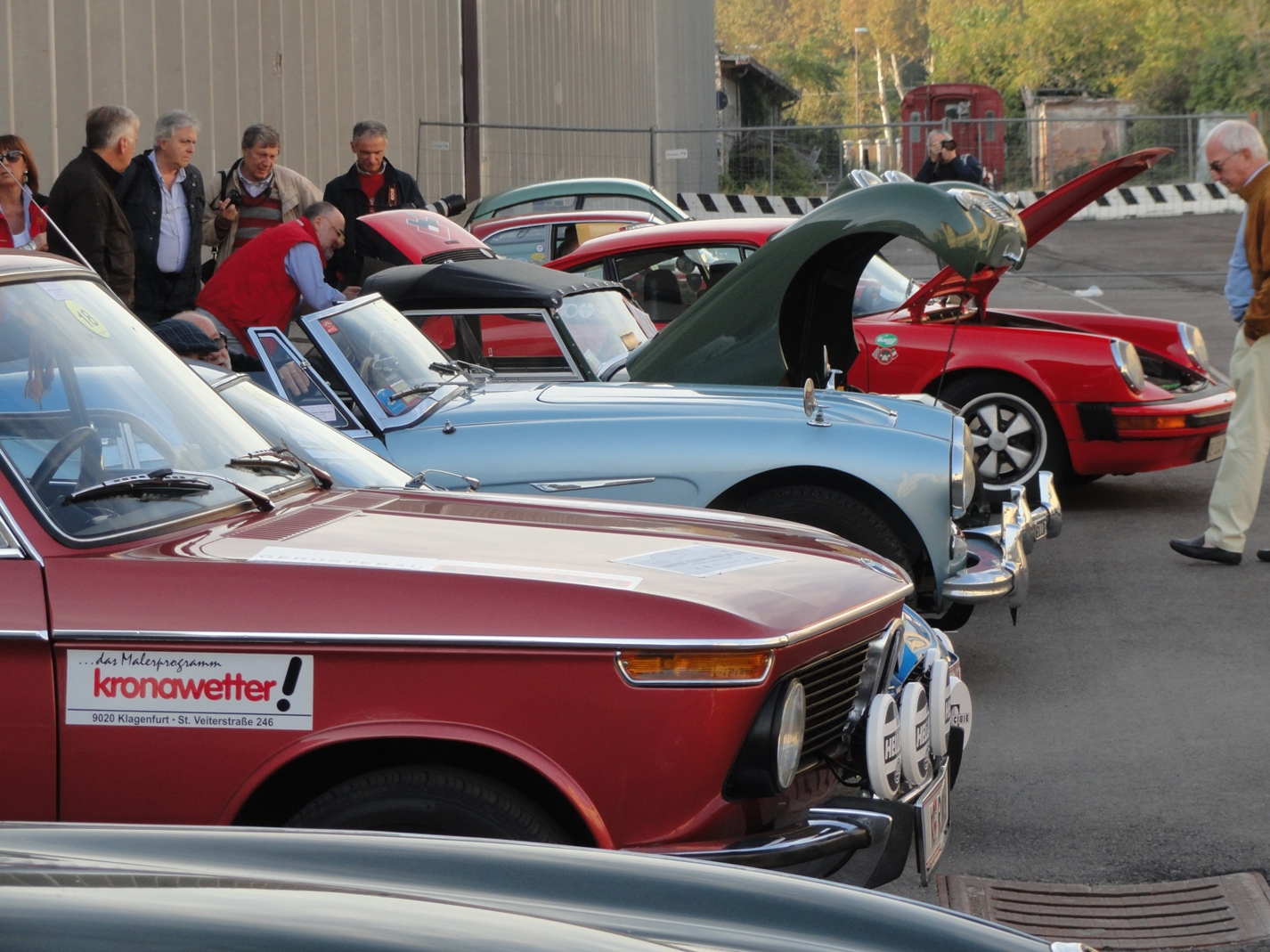
Verifiche tecniche nell'edizione del 2013

### Rinascita
Per cercare di mantenere vivo il ricordo della manifestazione, dal 1982, con alcune interruzioni, viene organizzata, dal "Club dei Venti all'Ora" e sotto l'egida dell'Automotoclub Storico Italiano (A.S.I.), quella che è oggi la “Trieste Opicina Historic” gara di regolarità per auto d'epoca.

## Albo d'Oro automobilistico
Dal 1911 al 1971 la Trieste-Opicina ha avuto 30 edizioni. Questo è l'albo d'oro:
| Data       | Vincitore assoluto       | Automobile                                | Km     | Tempo  | Media   |
| ---------- | ------------------------ | ----------------------------------------- | ------ | ------ | ------- |
| 04-06-1911 | Otto Hieronimus          | Laurin & Klement                          | 7,400  | 6'07"6 | 72,742  |
| 20-06-1926 | Emilio Richetti          | Bugatti 2000                              | 9,500  | 7'50"0 | 72,766  |
| 19-06-1927 | Ettore Franchetti        | Diatto 2600                               | 9,500  | 7'29"0 | 80,623  |
| 30-09-1928 | Gildo Strazza            | Lancia Lambda VIII serie                  | 9,500  | 7'50"4 | 72,713  |
| 16-06-1929 | Achille Varzi            | Alfa Romeo 6C 1750 SS                     | 13,500 | 9'43"6 | 84,571  |
| 15-06-1930 | Tazio Nuvolari           | Alfa Romeo P2/1930                        | 9,500  | 5'59"4 | 95,158  |
| 14-06-1931 | Luigi Catalani           | Alfa Romeo 6C 1750 GS                     | 9,500  | 6'09"0 | 92,782  |
| 12-06-1932 | Luigi Catalani           | Alfa Romeo 6C 1500 SS                     | 9,500  | 6'08"8 | 92,935  |
| 25-06-1939 | Guido Kozmann            | Lancia Aprilia                            | 8,715  | 6'35"0 | 79,427  |
| 31-10-1948 | Alberto Comirato         | Fiat - Comirato 1100                      | 9,00   | 6'03"2 | 89,055  |
| 29-10-1950 | Giulio Cabianca          | OSCA Mt4 1350                             | 9,00   | 5'22"8 | 100,371 |
| 23-09-1951 | Umberto Marzotto         | Ferrari 212 Export spider Vignale         | 9,00   | 5'14"4 | 102,922 |
| 15-06-1952 | Pietro Palmieri          | Ferrari 225 S spider Vignale              | 9,00   | 5'25”0 | 99,692  |
| 21-06-1953 | Franco Cornacchia        | Ferrari 250 MM berlinetta Pinin Farina    | 9,00   | 5'15"7 | 102,629 |
| 20-06-1954 | Franco Bordoni           | Gordini 24 S                              | 9,00   | 4'47"0 | 112,891 |
| 29-06-1955 | Franco Bordoni           | Maserati 300 S                            | 9,00   | 4'42"8 | 114,568 |
| 06-10-1957 | Adolfo Tedeschi          | Maserati 200 SI spider                    | 8,850  | 4'32"3 | 117,003 |
| 05-10-1958 | Ada Pace                 | Alfa Romeo Giulietta SV berlinetta Zagato | 8,850  | 5'03"6 | 104,941 |
| 26-07-1959 | Giulio Cabianca          | OSCA Mt4 1500                             | 8,850  | 4'27"7 | 119,014 |
| 24-07-1960 | Mennato Boffa            | Maserati Tipo 60 "Birdcage"               | 8,850  | 4'22"4 | 121,417 |
| 23-07-1961 | Edoardo Lualdi Gabardi   | Ferrari 250 GT SWB berlinetta Scaglietti  | 10,150 | 6'15"4 | 97,336  |
| 22-07-1962 | Edoardo Lualdi Gabardi   | Ferrari 250 GTO berlinetta Scaglietti     | 10,150 | 4,54"8 | 123,948 |
| 21-07-1963 | Francesco Ghezzi         | Lotus (Formula Junior)                    | 10,150 | 4'44"6 | 128,391 |
| 19-07-1964 | Franco Patria            | SIMCA Abarth 2000                         | 10,150 | 4'40"2 | 130,407 |
| 18-07-1965 | Edoardo Lualdi Gabardi   | Ferrari 250 LM berlinetta Scaglietti      | 10,150 | 4'44"1 | 128,617 |
| 31-07-1966 | "Noris" (Giacomo Moiolo) | Porsche Carrera 6                         | 10,150 | 4'34"2 | 133,260 |
| 28-05-1967 | Edoardo Lualdi Gabardi   | Dino 206 S Sports Cars                    | 10,150 | 4'23"7 | 138,567 |
| 25-05-1969 | Franco Pilone            | Simca Abarth 2000                         | 10,150 | 4'27"3 | 136,700 |
| 24-05-1970 | Giampiero Moretti (MOMO) | Ferrari 512 S berl. Cigala & Bertinetti   | 8,020  | 3'12"5 | 149,985 |
| 23-05-1971 | Alessandro Moncini       | Porsche 911 RS (Gr. 4)                    | 8,020  | 4'23"6 | 109,529 |

## Storia della gara motociclistica (1920-1958)
La gara che aveva la sua denominazione ufficiale in “Trieste – Poggioreale” è sempre stata conosciuta come “Trieste–Opicina” anche negli anni che non la vide concomitante con quella automobilistica. Venne organizzata quasi sempre dal Moto Club Trieste e prevedeva alla partenza diverse classi tra cui moto di diversa cilindrata, i sidecar, motoleggere e persino biciclette a motore. Venne organizza in concomitanza a quella automobilistica negli anni 1931 e 1958 in quest'ultimo si vide alla partenza una sola categoria, quella della moto Gilera 175. Nell'albo d'oro sono indicati i motociclisti con il miglior tempo.

### Albo d'Oro motociclistico
Dal 1920 al 1958 la Trieste - Opicina motociclistica ha avuto 12 edizioni. Di alcune edizioni potrebbero essersi persa ogni traccia di cronaca.
Questo è l'albo d'oro dei vincitori assoluti (miglior tempo in gara):
| Data        | Miglior tempo      | Motocicletta            | Km   | Tempo   | Media  |
| ----------- | ------------------ | ----------------------- | ---- | ------- | ------ |
| 12-12-1920  | Giovanni Ferluga   | Indian                  | 9,00 | 9'34    | 56,348 |
| Marzo 1922  | Romolo Spallanzani | Galloni                 | 9,00 | 8'00    | 66,88  |
| 11-03-1923  | Guido Mentasti     | Norton                  | 9,00 | 8'34    | 64,74  |
| 25-04-1926  | Ugo Prini          | Guzzi                   | 9,00 | 7'22    | 74,69  |
| 01-05-1927  | Giovanni Ferluga   | Harley-Davidson sidecar | 9,00 | 7'22    | 74,69  |
| Maggio 1929 | Marino Fabian      | AJS                     | 9,00 | 8'002   | 67,47  |
| 14-05-1931  | Pietro Marta       | Rudge                   | 9,5  | 6'35    | 86,582 |
| 05-05-1932  | Arduino Bertos     | NSU                     | 9,0  | 5'55    | 91,165 |
| Giugno 1933 | Carlo Covacich     | Norton                  | 9,00 | 5'57'   | 90,553 |
| Giugno 1947 | Giovanni Bosich    | BMW                     | 9,5  | 6'24    | 89,01  |
| 10-10-1948  | Alberto Trenca     | Matchless 350           | 9,00 | 5'57"03 | 90,670 |

Nel 1958, ottobre, viene disputata la "Coppa Umberto Apollonio" per le sole moto fino a 175 cc, in abbinamento con la gara automobilistica sul tracciato di Km 9,5.
Vince Bruno Rustia su Gilera 175 in 6'36" a Km/h 80,36, su strada bagnata da rovesci di pioggia